# Estrattore (armi)

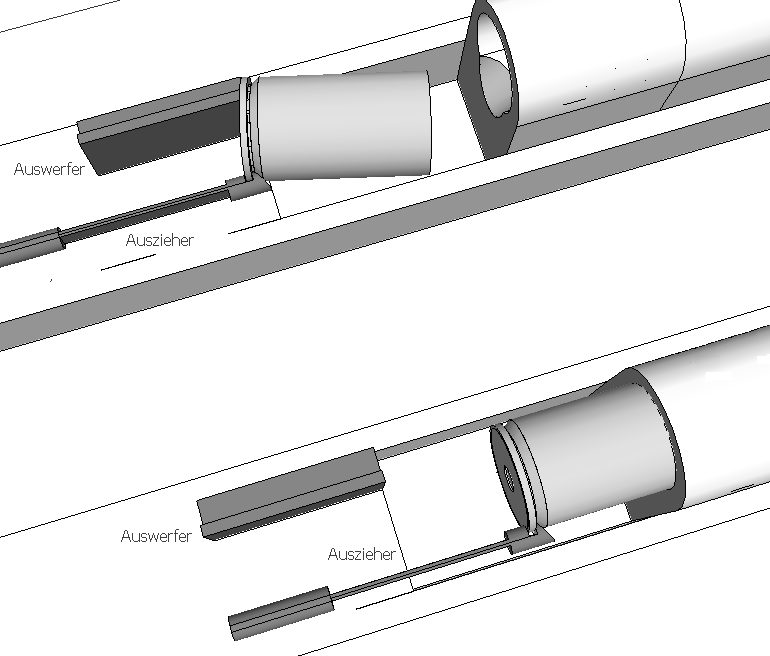
Estrattore

L'estrattore è quella parte delle armi a retrocarica e a cartuccia metallica, destinata ad estrarre il bossolo dopo lo sparo, cioè a farla uscire dalla camera di scoppio, di concerto con l'espulsore.
Nei fucili e nelle mitragliatrici si hanno estrattori a gancio ed estrattori a leva. I primi si usano di solito nei congegni di chiusura della culatta a cilindro scorrevole, i secondi nei congegni a blocco o a rotazione. 
Gli estrattori a gancio sono costituiti da una molla a lamina, applicata al cilindro dell'otturatore lungo una generatrice. La faccia inferiore del gancio è obliqua perché compiuta l'introduzione della cartuccia, possa il gancio scavalcare l'orlo di essa ed addentarlo stabilmente. Per assicurare l'estrazione si fa in modo che lo scorrimento del congegno sia preceduto da un lento e corto movimento retrogrado, allo scopo di smuovere il bossolo dal suo alloggiamento, perché se ciò non avvenisse l'orlo potrebbe rompersi e l'azione dell'estrattore riuscire nulla. Gli estrattori a leva hanno forma di leva angolare imperniata al gomito con un braccio incassato nel taglio piano ove sbocca l'orifizio dell'anima e l'altro braccio a portata dell'otturatore, è l'urto del blocco contro quest'ultimo braccio che, quando si apre la culatta, obbliga l'altro braccio, il quale si trova fra l'orlo della cartuccia e la culatta, a ruotare dall'avanti all'indietro producendo l'estrazione del bossolo. 
Si fa uso preferibilmente di due estrattori che agiscono contemporaneamente in due punti opposti dell'orlo della cartuccia, o meglio ancora di un estrattore a forchetta.
Anche le artiglierie che impiegano bossoli metallici devono essere provviste di estrattore per l'estrazione del bossolo dalla camera. Esso è a gancio o a leva, foggiata a unghia o a forchetta. La sua azione si manifesta durante l'apertura della culatta ed è per lo più dovuta al contrasto fra una sporgenza dello sportello, nei congegni a vite, o l'otturatore, nei congegni a cuneo, e un dente dell'estrattore. 
Una buona qualità di un estrattore è l'azione iniziale di movimento del bossolo, per evitare probabili rotture dovute ad uno strappo violento quando il bossolo è ancora compresso contro la parete del suo alloggiamento.